# Jean-Frantz Taittinger
 (janvier 2022).
Si vous disposez d'ouvrages ou d'articles de référence ou si vous connaissez des sites web de qualité traitant du thème abordé ici, merci de compléter l'article en donnant les références utiles à sa vérifiabilité et en les liant à la section « Notes et références ».
Pour les autres membres de la famille, voir Famille Taittinger.
Frantz Taittinger, né le 9 juin 1951 à Reims (Marne), est un homme d'affaires, entrepreneur et homme politique français. Député (1993-2002) puis maire d'Asnières-sur-Seine (1994-1999), il occupa des fonctions exécutives au sein du groupe familial Taittinger. 

## Biographie

### Origines
Frantz, Jean, Marie, Christian Taittinger est le fils de Jean Taittinger (ancien député-maire de Reims et ancien ministre d’État et Garde des Sceaux sous Georges Pompidou) et de son épouse Corinne (née Deville), artiste peintre.

### Carrière de pilote d’avion
De 1976 à 1979, il est pilote professionnel et instructeur de pilotes privés d’avions à l'aéro-club du Mont-Blanc à Sallanches (Haute-Savoie). Il est également pilote de glacier et de voltige ainsi que pilote d'hélicoptère.

### Carrière politique
Après les élections municipales de 1989, il devient conseiller municipal à Asnières-sur-Seine et commence à s'investir dans la vie politique des Hauts-de-Seine.
En mars 1993, il remporte l'élection législative d'Asnières-sur-Seine contre Georges Tranchant et devient député RPR de la 2e circonscription des Hauts-de-Seine (Asnières-Colombes sud) puis gagne les élections municipales anticipées à Asnières-sur-Seine (80 000 habitants) en 1994. Il est réélu en 1995 et reste maire jusqu’en 1999 et député jusqu'en 2002.

### Carrière professionnelle
En 1979, il entre à la société Campanile (hôtellerie 2 étoiles) comme assistant d’exploitation puis successivement directeur du développement, directeur général adjoint, directeur général et président-directeur général. En 1989, il fonde le Groupe Envergure, qui 25 ans après son arrivée comptera plus de 1 000 établissements hôteliers regroupant les enseignes Bleu Marine, Kyriad, Campanile, Climat de France, Première classe, Nuit d’Hôtel et les restaurants Côte à Côte.
Il est considéré comme l'« Homme de la semaine » par L'Express en mars 1994.
En 1999, il devient, en parallèle du groupe Envergure, président de l'hôtel Martinez à Cannes (membre de Leading Hôtels of the World), dont il continue l’embellissement et les rénovations pour en faire un des fleurons de la côte d’Azur. Il sort de l’oubli le mythique palais de la Méditerranée à Nice pour reconstruire en 2004 un hôtel casino de grand standing. 
Il est mis en examen en décembre 2003 pour favoritisme concernant l'organisation d'un festival.
À la suite de la vente du groupe Taittinger-Louvre en 2005 au fonds Starwood Capital, il quitte toutes ses fonctions opérationnelles restant toutefois président du casino du palais de la Méditerranée jusqu'en 2009. 
En 2010 il rachète avec sa femme Djamila l'hôtel Mont-Blanc à Chamonix. L’hôtel est fermé pour rénovations pendant plus de deux ans et rouvre ses portes en novembre 2013. Cet établissement est dirigé par son fils Tarik et sa femme Janina.
En 2015 il devient actionnaire et administrateur du Groupe Hôtelier H8 Collection ; H8 est propriétaire d'une dizaine d'établissements hôteliers de luxe.
Depuis 2017 il participe avec son fils Tarik à l'acquisition et à la gestion de petits hôtels parisiens situés notamment dans les 5e et 17e arrondissements de Paris. 
Il s'adonne également à la musique en jouant de l'accordéon, son instrument favori.

### Vie privée
Il est marié depuis 1991 avec Djamila Hachemi. De ce mariage sont issus quatre enfants : Alexandre, agent immobilier, Tessa, directrice associée d'Artheau Aviation, Tarik, directeur d'hôtels et Franz, artiste et graphiste.
Il est le frère de Pierre-Emmanuel Taittinger, président des champagnes Taittinger, et d'Anne-Claire Taittinger, ancienne présidente du Groupe Taittinger-Louvre et des cristalleries Baccarat.